# Germana Dominici
Germana Dominici (Palermo, 1º dicembre 1946 – Roma, 3 gennaio 2024) è stata un'attrice, doppiatrice e direttrice del doppiaggio italiana.

## Biografia
Germana Dominici nacque a Palermo il 1º dicembre 1946. Secondogenita dell'attore e doppiatore Arturo Dominici, iniziò la sua carriera nella C.D. negli anni sessanta, per poi diventare socia del Gruppo Trenta nel 1982. Tra le attrici da lei doppiate, Bette Midler, Kim Novak, Laura Gemser, Vanessa Redgrave, Fernanda Montenegro e anche Dalila Di Lazzaro. Nel 2012 si ritirò dall'attività artistica.
Germana Dominici morì a Roma il 3 gennaio 2024, all'età di 77 anni.

## Vita privata
Si sposò con il produttore cinematografico Enrico Bomba, con il quale ebbe la figlia Federica, anche lei doppiatrice. Era inoltre la zia della doppiatrice Lilli Manzini e dell'imitatrice Francesca Manzini.

## Filmografia

### Cinema
- La maschera del demonio, regia di Mario Bava (1960)
- La settima tomba, regia di Garibaldi Serra Caracciolo (1965)
- Mondo pazzo... gente matta!, regia di Renato Polselli (1966)
- Mi vedrai tornare, regia di Ettore Maria Fizzarotti (1966)
- La liceale seduce i professori, regia di Mariano Laurenti (1979)
- Il ragazzo del Pony Express, regia di Franco Amurri (1986)
- Intervista, regia di Federico Fellini (1987)
- Maniaci sentimentali, regia di Simona Izzo (1994)

### Televisione
- Nella vita di Sylvia Plath, regia di Alessandro Cane – film TV (1980)

## Doppiaggio

### Film
- Laura Gemser in Emanuelle e gli ultimi cannibali, Ator l'invincibile, Quest for the Mighty Sword, La nave dei dannati
- Nichelle Nichols in Star Trek II - L'ira di Khan, Star Trek III - Alla ricerca di Spock, Rotta verso l'ignoto
- Maureen Stapleton in Casa, dolce casa?, Cocoon - L'energia dell'universo, Cocoon - Il ritorno
- Catherine O'Hara in Beetlejuice - Spiritello porcello, Heartburn - Affari di cuore
- Simone Simon in Il bacio della pantera (ridoppiaggio CD 1975)
- Dianne Wiest in Amori & incantesimi, Passengers - Mistero ad alta quota
- Lois Smith in Attrazione fatale, Amare con rabbia
- Cherry Jones in Amelia, Capodanno a New York
- Pat Welsh in E.T. l'extra-terrestre
- Bette Midler in Hocus Pocus
- Linda Lovelace in La vera gola profonda
- Linden Travers in La signora scompare
- Gena Rowlands in Paulie - Il pappagallo che parlava troppo
- Loretta Swit in S.O.B.
- Karin Schubert in Emanuelle nera
- Nora Miao in Il furore della Cina colpisce ancora
- Jacki Weaver in Picnic ad Hanging Rock
- Vanessa Redgrave in La casa degli spiriti
- Helen Mack in Il figlio di King Kong
- Toni Sawyer in My Life - Questa mia vita
- Dagmar Lassander in Black Cat (Gatto nero)
- Francesca Annis in Dune
- Anna Maria Rizzoli in Riavanti... Marsch!
- Kim Novak in Assassinio allo specchio
- Diana Rigg in Delitto sotto il sole
- Barbara Bouchet in Sabato, domenica e venerdì
- Tuesday Weld in Un giorno di ordinaria follia
- Anita Morris in Per favore, ammazzatemi mia moglie
- Florence Lafuma in Emmanuelle l'antivergine
- Jacqueline Bisset in La donna della domenica
- Catherine Deneuve in Miriam si sveglia a mezzanotte
- Annie Papa in Come perdere una moglie... e trovare un'amante
- Shakti in Il bambino d'oro
- Anna Palk in Improvvisamente, un uomo nella notte
- Nikki Gentile in Febbre da cavallo
- Juliet Stevenson in Giochi nell'acqua
- Pat Keen in Senza indizio
- Louise De Cormier in La ragazza di Spitfire Grill
- Eve Harden in L'uomo più forte del mondo
- Priscilla Pointer in Giorni di passione
- Frances Cuka ne Gli occhi del parco
- Sally Kirkland in Un fantasma per amico
- Frances Redner in American Gigolò
- Mary Beth Peil in Riflessi di paura
- Sheila Hancock in Tre scapoli e una bimba
- Brenda Hillhouse in Dal tramonto all'alba
- Justine Johnson in La prossima vittima
- Sabine Sun in Marathon
- Ronnie Masterson in Le ceneri di Angela
- Leila Shenna in Moonraker - Operazione spazio
- Shannon Wilcox in Frontiera
- Dalila Di Lazzaro in Il gatto
- Mary Kay Place in Explorers
- Eileen Brennan in Calda emozione

### Serie animate
- Bentina Beakley in DuckTales - Avventure di paperi
- Agata e Puffo Golosone in I Puffi
- Zia Dete in Heidi
- Marchesa Yanus in Il Grande Mazinga
- Kanga in Le nuove avventure di Winnie the Pooh
- Signora Milligan in Remi - Le sue avventure

### Film d'animazione
- Milady in I tre moschettieri
- Orvina in Taron e la pentola magica
- La cameriera in Basil l'investigatopo[3]
- Georgette in Oliver & Company
- Mrs. Aubrey in Nat e il segreto di Eleonora
- Greta in Heidi diventa principessa
- Bentina Beakley in Zio Paperone alla ricerca della lampada perduta
- Magi Luna in FernGully - Le avventure di Zak e Crysta
- Rosaria (Fujiko Mine) in Lupin III - Il castello di Cagliostro (1° doppiaggio)
- Eema in Dinosauri
- Bob in Fuga dal mondo dei sogni
- Strega del Nord in Il mago di Oz
- Flo in Charlie - Anche i cani vanno in paradiso
- Regina madre in Il lago dei cigni
- Merlina (donna) in Il nano e la strega

### Televisione
- Ana Maria Campoy in La donna del mistero, La donna del mistero 2
- Shelley Hack in Charlie's Angels
- Meg Foster e Sharon Gless in New York New York
- Betty White in Cuori senza età
- Nell Carter in La piccola grande Nell
- Evelyn Hamann in La clinica della Foresta Nera
- Luz María Aguilar in Cuore selvaggio
- Fernanda Montenegro in Destini
- Ester Chavez in Milagros
- Hilda Bernard in Renzo e Lucia - Storia d'amore di un uomo d'onore
- Eva Moreno in Piccola Cenerentola
- Delia Casanova in Catene d'amore
- Rue McClanahan in Colombo

### Videogiochi
- Eema in Dinosauri[4]